# ليندا تالي
ليندا تالي (بالأحرف اللاتينية Lynda Thalie) واسمها بالأولادة ليندا أمغر مغنية وملحنة وكاتبة أغاني كندية من أصول جزائرية ولدت في وهران، الجزائر في 25 يونيو / حزيران 1978 وهي تعيش في كيبيك، كندا منذ 1994، وتعتبر من أبرز المغنيات من أفريقيا الشمالية في كندا. وكتبت كتابا عن سيرتها وحياتها بعنوان Survivre aux naufrages. وتعتبر أغنية "Le Rallye des gazelles" من أشهر أغانيها.

## الألبومات
- 2002: Sablier
- 2005: Lynda Thalie
- 2008: La Rose des Sables

## كتب
- 2011: Survivre aux naufrages من دار نشر Éditions La Semaine

## وصلات خارجية
- ليندا تالي على موقع ميوزك برينز (الإنجليزية)
- ليندا تالي على موقع ديسكوغز (الإنجليزية)
- الموقع الرسمي
- موقع MySpace